# Поляр

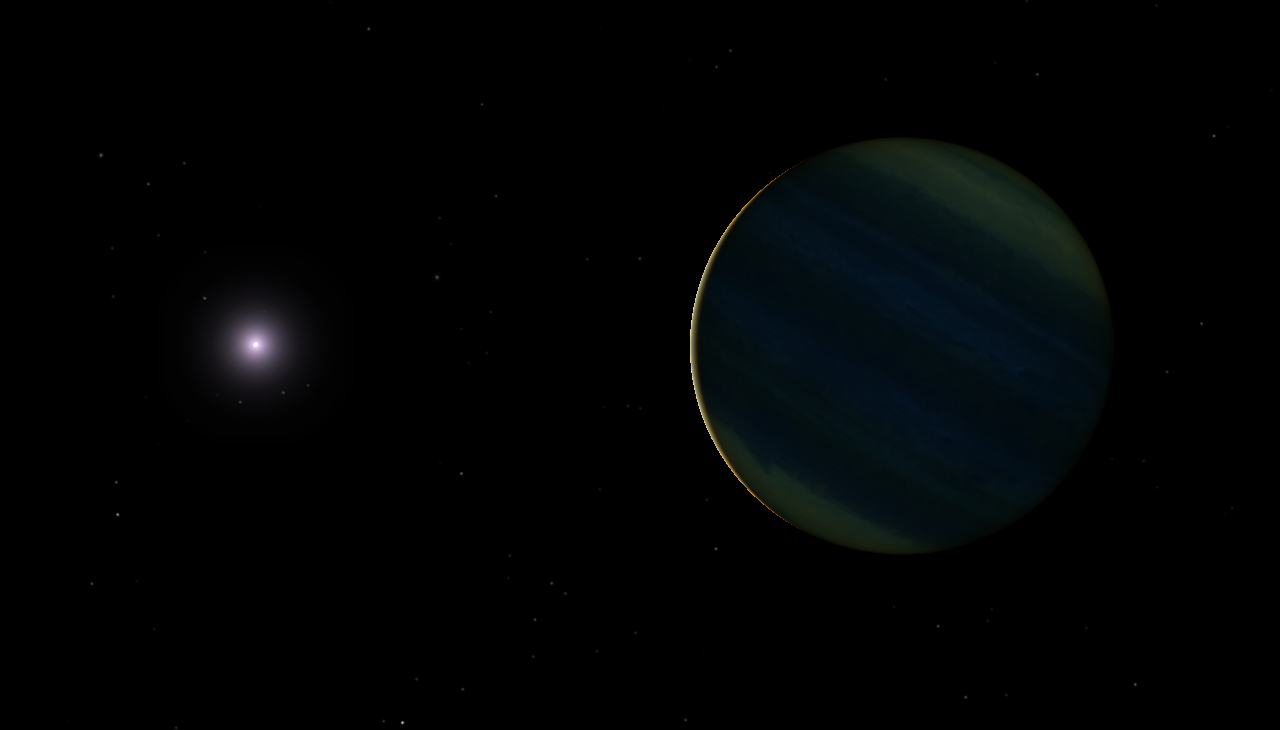
Система DP Льва, состоящая из поляра и красного карлика (рисунок)

Поля́ры (также переменные типа AM Геркулеса, AM Her) (мужской род, ед. число поляр) являются одним из видов катаклизмических переменных в двойной звёздной системе с очень сильным магнитным полем. Двойные состоят из карлика спектрального класса dK-dM и горячего компактного объекта с сильным магнитным полем (М). Обычно амплитуда изменения блеска порядка 1m, но средний блеск при облучении главного компонента рентгеновским излучением может возрастать на 3m. Полная амплитуда изменения блеска может достигать 4-5m.
В большинстве катаклизмических переменных вещество со звезды-компаньона главной последовательности выпадает на белый карлик в виде аккреционного диска. У поляров магнитное поле белого карлика является столь сильным, что не позволяет сформироваться аккреционному диску. Газ падает в виде аккреционной воронки вдоль силовых линий дипольного магнитного поля белого карлика.
Типичные магнитные поля подобных объектов — от 10 млн до 80 млн гаусс (1000-8000 тесла). Звезда AN Большой Медведицы имеет самое сильное известное магнитное поле среди катаклизмических переменных — 230 млн гаусс (23 кТл).
Поляры получили своё название от того, что свет, который они излучают, имеет линейную и круговую поляризацию. Поляризация имеет важное значение для изучения поляров, а также несёт информацию о геометрии двойной звёздной системы.